# Роберт Колман Річардсон
Роберт Колман Річардсон (англ. Robert Coleman Richardson; 26 червня 1937, Вашингтон, США — 19 лютого 2013, Ітака, США) — американський фізик-експериментатор, професор фізики в Корнелльському університеті, один із лауреатів Нобелівської премії з фізики 1996 року разом із Девідом Лі й Дугласом Ошеровим за відкриття в 1972 році надплинності в рідкому гелію-3.
Річардсон навчався в Політехнічному інституті Вірджинії, де в 1958 році здобув ступінь бакалавра, а в 1960 році — ступінь магістра. В 1965 році він захистив докторську дисертацію в Дюкському університеті.
В останні роки Річардсон не займався науковими дослідженнями, а працював лише як викладач. Його останні роботи присвячені використанню ядерного магнітного резонансу для дослідження квантових властивостей рідин і твердих тіл при низьких температурах.